# As-salam al-malaki al-urdoni
As-salam al-malaki al-urdoni (slovensko Dolgo naj živi kralj) je državna himna Jordanije od leta 1946. Besedilo je napisal Abdul Monem al-Rifai, glasbo pa Abdul Qader al-Taneer. 

## Besedilo varabščini-latiničniprepis
A-Sha-al Maleek

A-Sha-al Maleek

Sa-Mi-yan-ma-qa mu-ho

Kha-fi-qa-tin fil ma-ali

a-lam m-hu

## Prevod izangleščine
Dolgo naj živi kralj!

Dolgo naj živi kralj!

Njegov položaj je vzvišen,

njegove zastave plapolajo v slavi.